# 電子工作マガジン
『電子工作マガジン』（でんしこうさくマガジン）は、電波新聞社が刊行する電子工作に関する季刊雑誌である。

## 概要
かつて刊行されていた『ラジオの製作』の電子工作関連の誌面構成を引き継いだ内容になっている。全体的に製作記事の充実に主眼を置いた誌面構成である。2022年現在では、数少ない電子工作の専門誌である。
2015年春号より『マイコンBASICマガジン』と称するコーナーが追加された。後に2018年冬号より別紙附録となっている。現在『マイコンBASICマガジン』の後継雑誌としても位置づけられている。